# Seznam chráněných území v okrese Sobrance
Toto je seznam chráněných území v okrese Sobrance aktuální k roku 2015, ve kterém jsou uvedena chráněná území v oblasti okresu Sobrance.
| Kód  | Obrázek              | Typ | Název                | Rozloha (ha) | Galerie Commons                                            | Popis území | Souřadnice                       |
| ---- | -------------------- | --- | -------------------- | ------------ | ---------------------------------------------------------- | ----------- | -------------------------------- |
| 1063 | Popis obrazku        | PR  | Baba pod Vihorlatom  | 37,9300      | Kategorie „Baba pod Vihorlatom“ na Wikimedia Commons       |             | 48°54′24″ s. š., 22°10′ v. d.    |
| 501  | Beňatinský travertín | PP  | Beňatinský travertín | 0,2400       | Kategorie „Beňatinský travertín“ na Wikimedia Commons      |             | 48°48′38″ s. š., 22°21′43″ v. d. |
| 854  |                      | PR  | Drieň                | 11,2500      |                                                            |             |                                  |
| 576  | Popis obrazku        | PR  | Jedlinka             | 35,0400      | Kategorie „Jedlinka (nature reserve)“ na Wikimedia Commons |             |                                  |
| 859  |                      | PR  | Lysá                 | 3,9500       |                                                            |             |                                  |
| 860  | Lysák                | PR  | Lysák                | 4,2800       | Kategorie „Lysák (vrch)“ na Wikimedia Commons              |             | 48°52′52″ s. š., 22°11′11″ v. d. |
| 601  |                      | PR  | Machnatý vrch        | 3,1800       |                                                            |             |                                  |
| 891  | Malé Morské oko      | PP  | Malé Morské oko      | 2,0623       | Kategorie „Malé Morské oko“ na Wikimedia Commons           |             | 48°54′45″ s. š., 22°10′59″ v. d. |
| 619  | Morské oko od hráze  | NPR | Morské oko           | 108,4800     | Kategorie „Morské oko“ na Wikimedia Commons                |             | 48°54′58″ s. š., 22°11′51″ v. d. |
| 863  |                      | PR  | Pod Tŕstím           | 7,4000       |                                                            |             |                                  |
| 668  |                      | NPR | Senianske rybníky    | 213,3100     |                                                            |             |                                  |